# María Elena Caso
María Elena Caso (18 de diciembre de 1915 - 11 de julio de 1991) fue una científica mexicana que basó su trabajo en el estudio de los equinodermos de México, lo cual marcó una pauta para el estudio de las estrellas de mar y otros equinodermos en dicho país. Obtuvo el grado de Doctora en ciencias biológicas por la UNAM en 1961.
Fue pionera de las ciencias biológicas en México. En 1939, participó en la fundación del laboratorio de hidrobiología del Instituto de Biología de la UNAM, hoy conocido como Centro de Ciencias del Mar y Limnología.

## Biografía
Desde muy pequeña convivió con grandes pensadores mexicanos gracias a su padre, el maestro Antonio Caso, las ideas de los más grandes intelectuales del país en esa época, por ejemplo: José Vasconcelos, Alfonso Reyes, Pedro Henríquez Ureña y otros. 
Caso estudió en la Facultad de Ciencias de la UNAM durante el periodo de 1937 a 1940, obtuvo el grado de Maestra en Ciencias Biológicas, con la tesis: Contribución al Conocimiento de los Asteridos de México, una contribución que marcó el inicio de una nueva época en el estudio de las estrellas de mar en nuestro país. Publicó su primer trabajo en 1941 y su tesis profesional en 1943. En 1961 obtiene el grado de Doctora en Ciencias Biológicas en la Facultad de Ciencias, con la tesis doctoral Los Equinodermos de México.
En 1939 fundó la Colección Nacional de Equinodermos del Ciencias del Mar y Limnología, participó en la fundación del Laboratorio de Hidrobiología del Instituto de Biología de la UNAM, bajo la dirección de Enrique Rioja, el cual se convirtió en el Departamento de Ciencias del Mar y Limnología del Instituto de Biología de la UNAM y, posteriormente en el Centro de Ciencias del Mar y Limnología (1973-1981) hoy Instituto.
En el aspecto profesional María Elena se dedicó enteramente a la ciencia; en el aspecto personal nunca contrajo matrimonio, ni tuvo hijos. Su alumno y colaborador cercano, el doctor Alfredo Laguarda Figueras, junto con el doctor Francisco A. Solís Marín, continúan con  su labor de recolección, estudio y divulgación de la importancia de los equinodermos.

## Vida académica
Ocupó diversos cargos durante su vida académica: 
- 1957-1963: profesora de Zoología del Departamento de Biología, de la Facultad de Ciencias de la UNAM.
- 1967-1973: presidenta del Colegio de Investigadores del Instituto de Biología, UNAM.
- 1973-1981: responsable del Laboratorio de Equinodermos del Centro de Ciencias del Mar y Limnología de la UNAM.
- 1981-1991: responsable del Instituto de Equinodermos del Centro de Ciencias del Mar y Limnología de la UNAM.
- 1985: profesora Representante ante el Consejo Interno del Proyecto Académico en Ciencias del Mar de la Unidad Académica de los Ciclos Profesional y de posgrado del Colegio de Ciencias y Humanidades.
- 1985: consejera Representante del Instituto de Ciencias del Mar y Limnología ante el Consejo Técnico de la Investigación Científica.
- 1986: profesora de Hidrobiología de la Sección del Doctorado del Departamento de Biología, de la Facultad de Ciencias de la UNAM.

Trabajó como investigadora invitada en cuatro instituciones de Estados Unidos de América, en donde revisó las colecciones de equinodermos más importantes del mundo, haciendo observaciones sobre diversas especies, usando sus conocimientos taxonómicos, biogeográficos y ecológicos de estos organismos: Instituto Smithsoniano en 1972, Allan Hancock Institution en 1975, Museo de Anatomía Comparada (Museum of Comparative Zoology) de la Universidad de Harvard en 1976, Museo de Paleontología de la Universidad de Berkeley en 1980.

## Obra
Su obra científica consiste en más de sesenta trabajos: siete monografías, sobre las clases fundamentales de equinodermos. María Elena Caso descubrió subfamilias, géneros, subgéneros, especies y variedades nuevas de equinodermos, sus descripciones incluyen dibujos y fotografías de finísima precisión y calidad. 
Hizo numerosos viajes en la zona costera del área de Mazatlán, participó en 5 campañas oceanográficas en el golfo de California a bordo del barco oceanográfico El Puma, siempre demostró interés por participar en actividades de trabajo de campo, aún a la edad de 69 años, participó en la campaña CORTES 3, de 15 días de duración. Productos de las camáñas oceanográficas en las que participó se publicaron numerosos artículos.

### Libros
- Contribución al conocimiento de los Astéridos de México (Tesis de Maestría, 1943).
- Estado actual de los conocimientos acerca de los equinodermos de México (Tesis de doctorado, 1961).
- Los equinoideos del Pacífico de México (México, UNAM, Centro de Ciencias del Mar y Limnologia, 1979).

Publicaciones
1 Caso, M. E. 1941. La existencia de Linckia guildingii Gray, en la costa pacífica. An. Inst. Biol. Univ. Nal. Autón. México, 12 (1): 155-160, 6 figs.
2 Caso, M. E. 1943. Contribución al conocimiento de los Asteroideos de México. Tesis Profesional. Fac. Ciencias. Univ. Nal. Autón. México: 1-136, 50 láms.
3 Caso, M. E. 1944. Estudios sobre Asteroideos de México. Algunas especies interesantes de Asteroideos litorales. An Inst. Biol. Univ. Nal. Autón. México, 15 (1): 237-257, 7 láms.
4 Caso, M. E. 1945. Modificación de la Familia Luidiidae Verrill. Las subfamilias nuevas de la familia Luidiidae y observaciones de Platasterias latiradiata. An. Inst. Biol. Univ. Nal. Autón. México, 16 (2): 439-459, 10 figs.
5 Caso, M. E. 1946. Contribución al conocimiento de los Equinodermos de México. Distribución y morfología de Mellita quinquiesperforata (Leske), M. lata Clark y M. logisfissa Michelin. An. Inst. Biol. Univ. Nal. Autón. México, 18 (1-2): 247-259, 10 figs.
6 Caso, M. E. 1947. Estudios sobre Asteroideos de México. Descripción de una nueva especie del género Moiraster de Santa Rosalía, Golfo de California. An. Inst. Biol. Univ. Nal. Autón. México, 18 (1): 225-231, 5 figs.
7 Caso, M. E. 1948. Contribución al conocimiento de los Equinodermos de México. Algunas especies de Equinoideos litorales. An. Inst. Biol. Univ. Nal Autón. México, 19 (1): 183-231, 24 figs.
8 Caso, M. E. 1948. Datos históricos y estado actual de la fauna de Asteroideos de México. Soc. Mexicana Hist. Nat. (Sesión dedicada al Instituto de Biología): 21-31.
9 Caso, M. E. 1949. Contribución al conocimiento de los Equinodermos de México. Los Equinodermos litorales de México. An. Inst. Biol. Univ. Nal. Autón. México, 20 (1-2): 341-355, 6 figs.
10 Caso, M. E. 1951. Los Equinoides de México. Los Equinoideos fósiles del Cenozoico de México. Rev. Asoc. Mex. Geól. Petroleros. México, 3 (1-2): 57-96.
11 Caso, M. E. 1951. Contribución al conocimiento de los Ofiuroideos de México. Algunas especies de Ofiuroideos litorales. An. Inst. Biol. Univ. Nal. Autón. México, 22 (1): 219-312, 46 figs.
12 Caso, M. E. 1953. Estado actual de los conocimientos de la fauna de Equinodermos de México. Mem. Congr. Cient. Mexicano. Univ. Nal. Autón. México, 7: 209-222, 12 figs.
13 Caso, M. E. 1954. Contribución al conocimiento de los Holoturoideos de México. Algunas especies de Holoturoideos litorales y descripción de una nueva especie Holothuria portovallartensis. An. Inst. Biol. Univ. Nal. Autón. México, 25 (1-2): 417-422, 11 láms.
14 Caso, M. E. 1956. Contribución al conocimiento de los Holoturoideos de México. II. Algunas especies de los Holoturoideos litorales de la costa atlántica mexicana. An. Inst. Biol. Univ. Nal. Autón. México, 16 (2): 501-525, 8 láms.
15 Caso, M. E. 1957. El género Clypeaster Lamarck, 1801 en el Terciario de México. An. Inst. Biol. Univ. Nal. Autón. México, 27 (2): 487-528.
16 Caso, M. E. 1958. Contribución al conocimiento de los Holoturoideos de México III. Algunas especies de Holoturoideos litorales de la costa pacífica de México. An. Inst. Biol. Univ. Nal. Autón. México, 28 (1-2): 309-338, 11 láms., 2 figs.
17 Caso, M. E. 1961. Los Equinodermos de México. Tesis Doctoral. Fac. Ciencias. Univ. Nal. Atón. México: 1-338, 20 lams., 124 figs.
18 Caso, M. E. 1961. Estudios sobre Asteroideos de México. Observaciones sobre especies de Tethyaster de las costas de México. An. Inst. Biol. Univ. Nal Autón. México, 21 (1-2): 313-351, 5 láms., 4 figs.
19 Caso, M. E. 1961. Estudios sobre Asteroideos de México. Observaciones sobre especies pacíficas del género Acanthaster y descripción de una subespecie nueva, Acanthaster ellisi pseudoplanci. An. Inst. Biol. Univ. Nal. Autón. México, 32 (1-2): 313-331, 5 láms., 4 figs.
20 Caso, M. E. 1962. Estudios sobre Equinodermos de México. Contribución al conocimiento de los Equinodermos de las Islas Revillagigedo. An. Inst. Biol. Univ. Nal. Autón. México, 33 (1-2): 293-330, 4 láms., 5 figs.
21 Caso, M. E. 1963. Contribución al conocimiento de los Holoturoideos de México. Descripción de un nuevo subgénero del género Holothuria. Holothuria (Paraholothuria) y de una nueva especie Holthuria (Paraholothuria) riojai. An. Inst. Biol. Univ. Nal. Autón. México, 33 (1-2): 367-380, 4 láms.
22 Caso, M. E. 1964. La labor de don Enrique Rioja como investigador, maestro y amigo de México, Rev. Soc. Mex. Hist. Nat., 25: 77-96.
23 Caso, M. E. 1965. Contribución al conocimiento de los Holoturoideos de México. Descripción de un nuevo subgénero del género Michothele y una nueva especie Microthele (Paramicrothele) zihuatanensis. An. Inst. Biol. Univ. Nal. Autón. México, 35 (1-2): 105-114, 3 láms., 1 fig.
24 Caso M. E. 1966. Estudio sobre Equinodermos de México. Contribución al conocimiento de los Holoturoideos de la Isla de Ixtapa (primera parte). An. Inst. Biol. Univ. Nal. Autón. México, 36 (1-2): 253-291, 3 lám., 1 fig.
25 Caso, M. E. 1967. Contribución al estudio de los Holturoideos de México. Morfología interna y ecología de Stichopus fucus Ludwig. An. Inst. Biol. Univ. Nal. Autón. México, 37 (1-2): 175-182, láms., 1, 3 figs.
26 Caso, M. E. 1967. Contribución al estudio de los Holoturoideos de México. Morfología y sistemática de Euthyonidium ovulum (Selenka). An Inst. Biol. Univ. Nal. Autón. México, 38. Ser. Cienc. Del Mar y Limnol. (1): 1-10.
27 Caso, M. E. 1968. Contribución al conocimiento de los Holoturoideos de México. La Familia Psolidae. Descripción de una nueva especie del género Psolus. Psolus conchae sp. nov. An. Inst. Biol. Univ. Nal. Autón. México, 39. Ser. Cien. Del Mar y Limnol. (1): 1-20, 4 láms., 2 cuadros, 1 mapa.
28 Caso, M. E. 1968. Contribución al conocimiento de los Holoturoideos de México. Ecología y morfología de Holothuria glaberrima Selenka. An. Inst. Biol. Univ. Nal. Autón. México, 39. Ser. Cienc. Del Mar y Limnol. (1): 31-40, 3 láms.
29 Caso, M. E. 1968. Contribución al estudio de los Holoturoideos de México. Un caso de parasitismos de Balcis intermedia (Cantraine) sobre Holothuria glaberrima Selenka. An. Inst. Biol. Univ. Nal. Autón. México, 39. Ser. Cienc. Del Mar y Limnol. (1): 21-30, 3 láms., 1 fig.
30 Caso, M. E. 1970. Morfología externa de Acanthaster planci (Linnaeus). An. Inst. Biol. Univ. Nal. Autón. México, 41. Ser. Cienc. Del Mar y Limnol. (1): 63-78, 9 láms.
31 Caso, M. E. 1970. Contribución al conocimiento de los Asterozoa de México. Situación actual, morfología externa y datos ecológicos de Platasterias latiradiata Gray. An. Inst. Biol. Univ. Nal. Autón. México, 41. Ser. Cienc. Del Mar y Limnol. (1): 1-62, 8 cuadros, 46 láms.
32 Caso, M. E. 1971. Contribución al conocimiento de los Holoturoideos de México. Morfología externa e interna y ecología de Holoturia griscea Selenka. An. Inst. Biol. Univ. Nal. Autón. México, 42. Ser. Cienc. Del Mar y Limnol. (1): 31-40, 3 figs. 4 láms.
33 Caso, M. E. 1971. Contribución al conocimiento de los Equinoideos de México. Estudio morfológico de Brissopsis alta Mortensen, erizo de profundidad. An. Inst. Biol. Univ. Nal. Autón. México, 42. Ser. Cienc. Del Mar y Limnol. (1): 41-56, 11 láms.
34 Caso, M. E. 1971. Los pepinos de mar. Revista Naturaleza, 2 (6): 19-22, 1 fig.
35 Caso, M. E. 1972. La importancia de Platasterias latiradiata Gray en el estudio de los Equinodermos. Mem. IV Congr. Nac. Ocean. México: 217-221, 4 figs.
36 Caso, M. E. 1972. El aspecto económico de las Holoturias o Pepinos de mar en la alimentación humana. El trèpang. Revta. Soc. Mex. Hist. Nat., 33: 35-98, 5 figs.
37 Caso, M. E. 1972. El género Acanthaster. Su biología, ecología y su efecto destructor de los arrecifes. Revta. Soc. Mex. Hist. Nat. 33: 51-83, 10 figs.
38 Caso, M. E. 1974. Morfología externa de Acanthaster planci (Linnaeus). Symposium on Indian Ocean and Adyacent Seas. J. Mar. Biol. Ass. India., 16(1): 83-93.
39 Caso, M. E. 1974. Contribución al conocimiento de los Equinoideos de México. El género Tripneustes agassiz. Morfología y ecología de Tripneustes ventricosus (Lamarck). An. Centro Cienc. del Mar y Limnol. Univ. Nal. Autón. México, 1(1): 1-24, 17 láms.
40 Caso, M. E. 1974. Contribución al conocimiento de los Equinoideos de México. Morfología de Tripneustes depressus Agassiz y estudio comparativo entre T. ventricosus y T. depressus An. Centro Cienc. Del Mar y Limnol. Univ. Nal Autón. México, 1 (1): 25-40, 10 láms.
41 Caso, M. E. 1975. Contribución al conocimiento de los Asterozoa de México. La Familia Mithrodiidae. Descripción de una nueva especie del género Mithrodia. Mithrodia enriquecasoi sp. nov. An. Centro Cienc. del Mar y Limnol. Univ. Nal. Autón. México, 2 (1): 1-28, 23 láms.
42 Caso, M. E. 1976. El estado actual del estudio de los equinodermos de México. An. Centro Cienc. del Mar y Limnol. Univ. Nal. Autón. México, 3 (1): 1-56.
43 Caso, M. E. 1977. Especies de la Familia Asterinidae en la costa pacífica de México. Descripción de una nueva especie del género Asterina, Asterina agustincasoi sp. nov. An. Centro Cienc. del Mar y Limnol. Univ. Nal. Autón. México, 4(1): 209-232.
44 Caso, M. E. 1978. Ciencia y técnica de los Equinodermos en relación con el hombre. Primera parte, aspecto científico. An. Centro Cienc. del Mar y Limnol. Univ. Nal. Autón. México, 5 (1): 255-286.
45 Caso, M. E., 1978, Los Equinoideos del Pacífico de México. Parte 1 Órdenes Cidaroidea y Aulodonta; Parte 2. Órdenes Stiridonta y Camarodonta. An. Centro Cienc. del Mar y Limnol. Univ. Nal. Autón. México, Publ. Esp. (1): 244 p.
46 Caso, M. E., 1979. Los Equinodermos de la Bahía de Mazatlán, Sinaloa. An. Centro Cienc. del Mar y Limnol. Univ. Nal. Autón México, 6 (1): 197-368, 152 láms., 1 mapa, 1 cuadro.
47 Caso, M. E. 1979. Descripción de una nueva especie de ofiuroideo de la Laguna de Términos, Amphiodia guillermosoberoni sp. nov. An. Centro Cienc. del Mar y Limnol. Univ. Nal. Autón. México, 6 (2): 161-184.
48 Caso, M. E. 1979. Los Equinodermos (Asteroidea, Ophiuroidea y Echinoidea) de la Laguna de Términos, Campeche. An. Centro Cienc. del Mar y Limnol. Univ. Nal. Autón. México, Publ. Esp. (3): 186 p.
49 Caso, M. E. 1980. Contribución al estudio de los Echinozoa de México. La Familia Mellitidae Stefanini. Descripción de una nueva especie del género Mellita, Mellita eduardobarrosoi sp. Nov. An. Centro Cienc. del Mar y Limnol. Univ. Nal. Autón. México, 7 (2): 141-180.
50 Caso, M. E. 1980 Los Equinoideos del Pacífico de México. Parte 3 Orden Clypeasteroida. An. Centro Cienc. Del Mar y Limnol. Univ. Nal. Autón. México, Publ. Esp. (4): 252 p.
51 Caso, M. E. 1983. Los Equinodeos del Pacífico de México. Parte 4. Órdenes Cassiduloida y Spatangoida. An. Centro Cienc. del Mar y Limnol. Univ. Nal. Autón. México, Publ. Esp. (6): 200 p.
52 Caso, M. E. 1983. Especies del género Amphichondrilus de la costa del Pacífico Americano Descripción de una nueva especie del género Amphichondrius, Amphichondrius unamexici (Ophiuroidea) sp. nov. An. Inst. Cienc. del Mar y Limnol. Univ. Nal. Autón. México, 10, (1): 209-230.
53 Caso, M. E. 1984. Descripción de un género nuevo y una especie nueva de Holoturoideo. Parathyonacta gen. nov. y Parathyonacta bonifaznuñoi sp. nov., colectada en la campaña oceanográfica SIPCO III a bordo del Buque Oceanográfico “El Puma”. An Inst. Cienc. del Mar y Limnol. Univ. Nal. Autón. México, 11(1): 181-210.
54 Caso, M. E. 1986. Los Equinodermos del Golfo de California colectados en las campañas SIPCO I-II-III a bordo del Buque oceanográfico “El Puma”. An. Inst. Cienc. del Mar y Limnol. Univ. Nal. Autón. México, 13 (1): 91-184.
55 Caso, M. E. 1986. Descripción de una nueva especie de ofiuroideo de la Bahía de Mazatln, Sin. Ophioderma sodipallaresi sp. nov. y comparación con Ophioderma variegatum Lütken. An. Inst. Cienc. del Mar y Limnol. Univ. Nal. Autón. México, 13 (2): 223-248.
56 Caso, M. E. 1990. Un nuevo asteroideo del Caribe mexicano. Astropecten caribemexicanensis sp. nov. y comparación con la especie afín Astropecten nitidus Verrill. An. Inst. Cienc. del Mar y Limnol. Univ. Nal. Autón. México, 17 (1): 107-130.
57 Caso, M. E. 1990 Homenaje a Don Enrique Rioja Lo bianco. En el cincuentenario de su llegada a México. Olmeca Imp. S. A. de C. V. 122 p.
58 Caso, M. E. 1992. Los Equinodermos (Asteroideos, Ofiuroideos y Equinoideos de la Bahía de Mazatlán, Sinaloa. An. Inst. Cienc. del mar y Limnol. Univ. Nal. Autón. México, pub. Esp. (11): 214 p.
59 Caso, M. E., A. Laguarda-Figueras, F. A. Solís-Marín, A. A. Ortega-Salas y L. L. Durán González. 1994. Contribución al conocimiento de la ecología de las comunidades de Equinodermos de la Laguna de Términos, Campeche, México. An. Inst. Cienc. del Mar y Limnol. Univ. Nac. Autón. México. 21 (1-2): 67-85.
60 Caso, M. E. 1996. Las especies del género Luidia Forbes y Astropecten Gray del Caribe Mexicano, colectadas en las campañas oceanográficas PROIBE II-III-IV-V a bordo del B/O “Justo Sierra”. An. Inst. Cienc. del Mar y Limnol. Univ. Nal. Autón. México. 22 (1): 1-25.
61 Caso, M. E. 1996. III. Asteroideos del Caribe mexicano colectados en las campañas oceanográficas PROIBE II-III-IV-V a bordo del B/O “Justo Sierra”. An. Inst. Cienc. del Mar y Limnol. Univ. Nal. Autón. México. 22(1): 27-57.
62 Caso, M. E. 1996. IV. Asteroideos del Caribe mexicano colectados en las campañas oceanográficas PROIBE I-II-III-IV-V a bordo del B/O “Justo Sierra”. An. Inst. Cienc. Del Mar y Limnol. Univ. Nal. Autón. México. 22 (1): 59-82.
63 Caso, M. E. 1996. Las especies del género Hesperocidaris Mortensen, Astropyga Gray, Arbacia Gray y Lytechinus Agassiz, colectadas en las campañas oceanográficas Cortés 1, 2, 3 a bordo del B/O “El Puma”. An. Inst. Cienc. del Mar y Limnol. Univ. Nal. Autón. México. 22 (1): 83-100.
64 Caso - Muñoz, M. E., A Laguarda-Figueras, F. A., Solís-Marín, A. A. Ortega-Salas y A. L. Durán González. 1996. Contribución al conocimiento de la ecología de las comunidades de Equinodermos de la Bahía de Mazatlán, Sinaloa, México. An. Inst. Cienc. del Mar y Limnol. Univ. Nal. Autón. México. 22 (1): 101-119.

## Reconocimientos
El 6 de noviembre de 1991, las autoridades del Instituto de Ciencias del Mar y Limnología de la UNAM, develaron la placa conmemorativa que asocia el nombre de la Dra. Malena Elena Caso con la biblioteca de la "Estación Mazatlán". 